# Ryan Braun
Pour les articles homonymes, voir Braun.
Ryan Joseph Braun (né le 17 novembre 1983 à Mission Hills, Californie, États-Unis) est un voltigeur des Brewers de Milwaukee de la Ligue majeure de baseball.
Recrue de l'année de la Ligue nationale en 2007 et joueur par excellence de la saison 2011, Ryan Braun a été invité 6 fois au match des étoiles et a gagné 5 Bâtons d'argent. En 2013, il est suspendu pour dopage.
Braun détient le record des Brewers de Milwaukee pour le plus grand nombre de circuits avec le club.

## Biographie
Joueur des Hurricanes de l'université de Miami, Ryan Braun est le 5e joueur sélectionné au total lors du repêchage amateur de 2005. Choisissant après Arizona (Justin Upton), Kansas City (Alex Gordon), Seattle (Jeff Clement) et Washington (Ryan Zimmerman), les Brewers de Milwaukee font de Braun leur choix de premier tour.

### Saison 2007
Pour sa première saison en MLB, il a remporté le trophée de Recrue de l'année, menant la Ligue nationale pour le pourcentage de puissance (0,634). Il a aussi été élu recrue de l'année par les magazines Sporting News et Baseball America et par le vote des joueurs de la MLB.

### Saison 2008

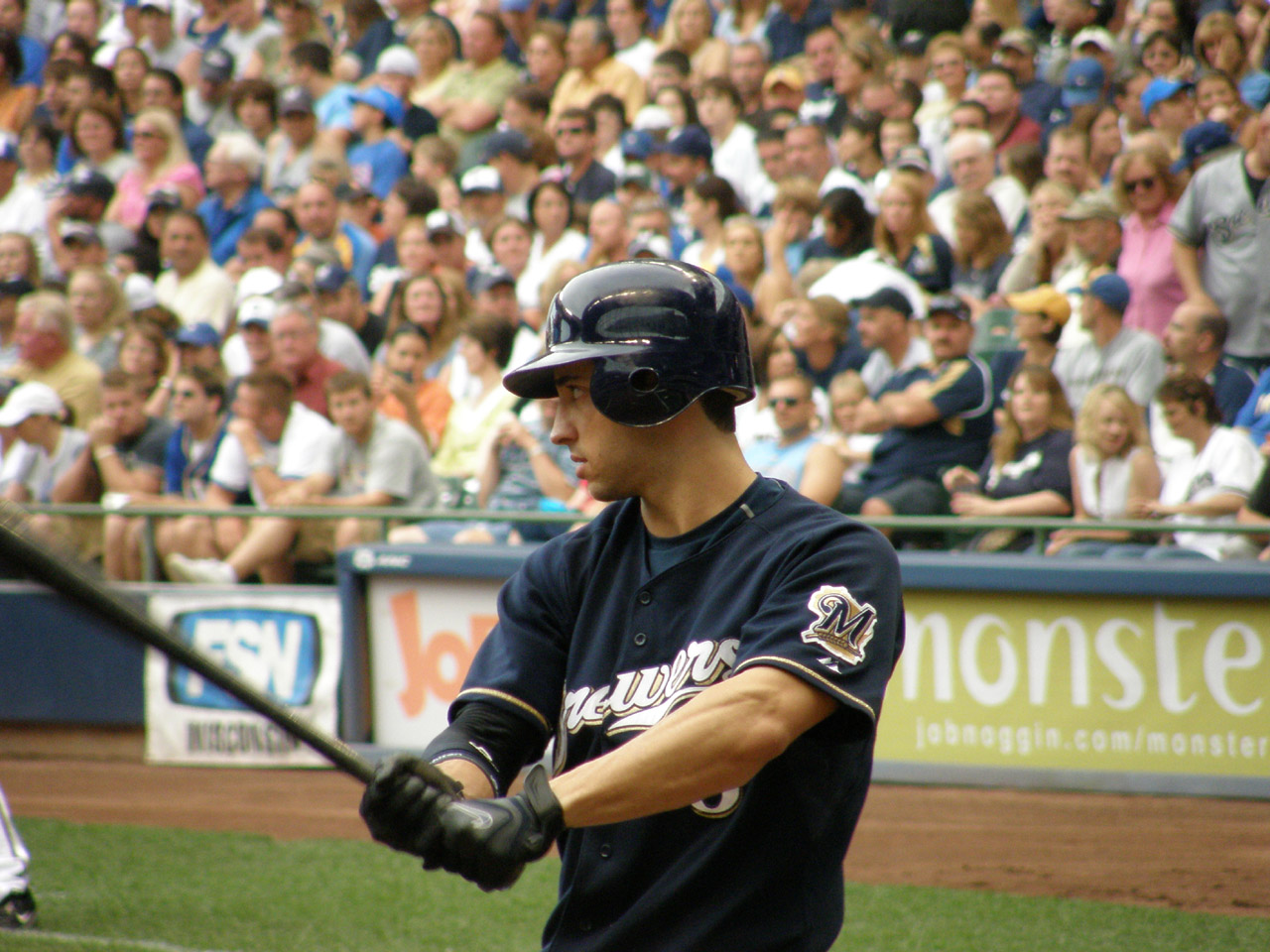
Ryan Braun en 2008.

En 2008 forme un redoutable duo avec son coéquipier Prince Fielder, frappant 37 coups de circuit et totalisant 106 points produits. Il reçoit une première invitation au match des étoiles, remporte son premier Bâton d'argent, termine 3e au vote pour le meilleur joueur de la Ligue nationale et aide les Brewers à se qualifier en séries éliminatoires pour la première fois en 26 ans.

### Saison 2009
En 2009, Ryan Braun domine la Ligue nationale pour les coups sûrs avec 203, produit 114 points et claque 32 coups de circuit, méritant une autre invitation à la partie d'étoiles et gagnant son second Bâton d'argent.

### Saison 2010
En 2010, Braun frappe pour ,304 avec 25 circuits et 103 points produits. Invité à un troisième match d'étoiles consécutifs à la mi-saison, il reçoit en novembre le troisième Bâton d'argent de sa carrière pour ses performances offensives durant l'année.

### Saison 2011

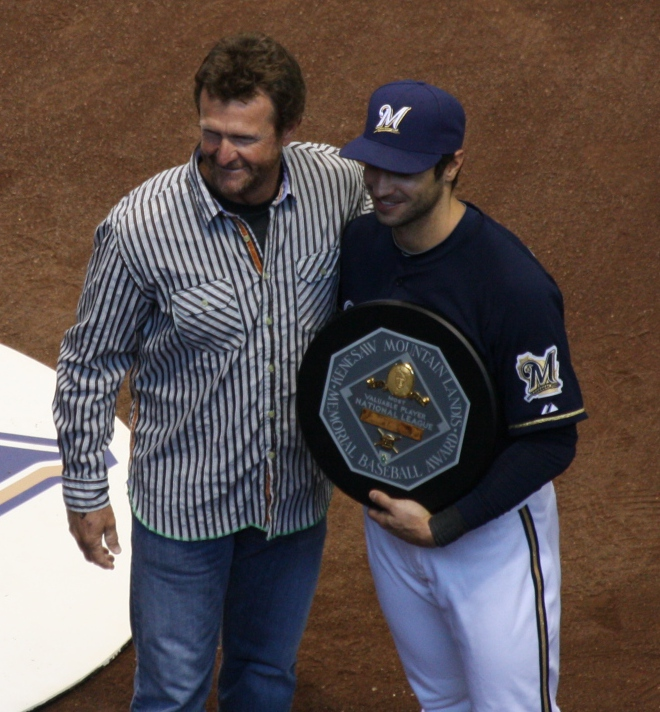
En avril 2012, Braun accepte des mains de l'ex-vedette des Brewers Robin Yount le prix du meilleur joueur de la saison 2011 en Ligue nationale.

Braun prolonge jusqu'en 2020 chez les Brewers le 21 avril 2011. Il est assuré d'un revenu de 145 millions de dollars sur dix saisons. Une option pour 2021 a même été prévue contre 20 millions de dollars supplémentaires.
Il est nommé joueur par excellence du mois d'avril 2011 dans la Ligue nationale. Au cours du premier mois du calendrier régulier (incluant le match d'ouverture du 31 mars), Braun présente une moyenne au bâton de ,367 de une moyenne de puissance de ,724 avec 23 points produits. Il mène aussi la ligue pour les circuits (10) et les points marqués (24). En septembre, il reçoit de nouveau l'honneur de joueur du mois grâce à une moyenne au bâton de ,330, 8 circuits et 22 points produits.
Braun est voté sur la formation partante de la Ligue nationale pour le match des étoiles du 12 juillet à Phoenix. C'est sa 4e invitation à cette classique de mi-saison. Il établit un nouveau record pour un joueur de la Ligue nationale avec 5 928 004 voix au scrutin tenu auprès des partisans de baseball pour déterminer les alignements de départ des équipes d'étoiles.
En compétition pour le championnat des frappeurs de la Ligue nationale, il termine finalement deuxième avec une moyenne au bâton de ,332, sa meilleure en carrière, tout juste derrière José Reyes des Mets de New York, gagnant avec une moyenne de ,337. Braun domine en revanche tous les joueurs de la Nationale avec une moyenne de puissance de ,597. Il claque 33 circuits, se classe quatrième dans la ligue avec 111 points produits, cinquième pour les coups sûrs avec 187 et quatrième pour les doubles avec 38. Il contribue aux succès des Brewers qui remportent le championnat de leur division pour la première fois en 29 ans.
En séries éliminatoires, il frappe 9 coups sûrs en 18 pour une moyenne au bâton de ,500 dans les cinq matchs de Série de divisions qui oppose Milwaukee à Arizona. Il frappe un circuit et produit quatre points dans cet affrontement. Le parcours des Brewers s'arrête en Série de championnat contre les éventuels champions du monde, Saint-Louis, mais Braun connaît une excellente séquence avec un circuit, six points produits en six matchs, et une moyenne au bâton de ,333.
Une fois la saison terminée, il reçoit un quatrième Bâton d'argent à la position de voltigeur. En novembre, Ryan Braun est élu joueur par excellence de la saison 2011 dans la Ligue nationale. Avec 20 votes de première place et 388 points au scrutin, il remporte un vote serré sur Matt Kemp (10 votes de première place, 332 points au total) des Dodgers de Los Angeles. Le coéquipier de Braun, Prince Fielder, et Justin Upton d'Arizona se partagent les deux autres votes de première place. Il est le troisième joueur des Brewers de Milwaukee à gagner ce titre dans les 41 ans d'existence de la franchise, après Rollie Fingers et Robin Yount, le premier depuis le second titre de joueur par excellence gagné par Yount en 1989, et le premier à recevoir le prix depuis le passage des Brewers de la Ligue américaine à la Ligue nationale en 1998.

### Test de dépistage contesté et verdict

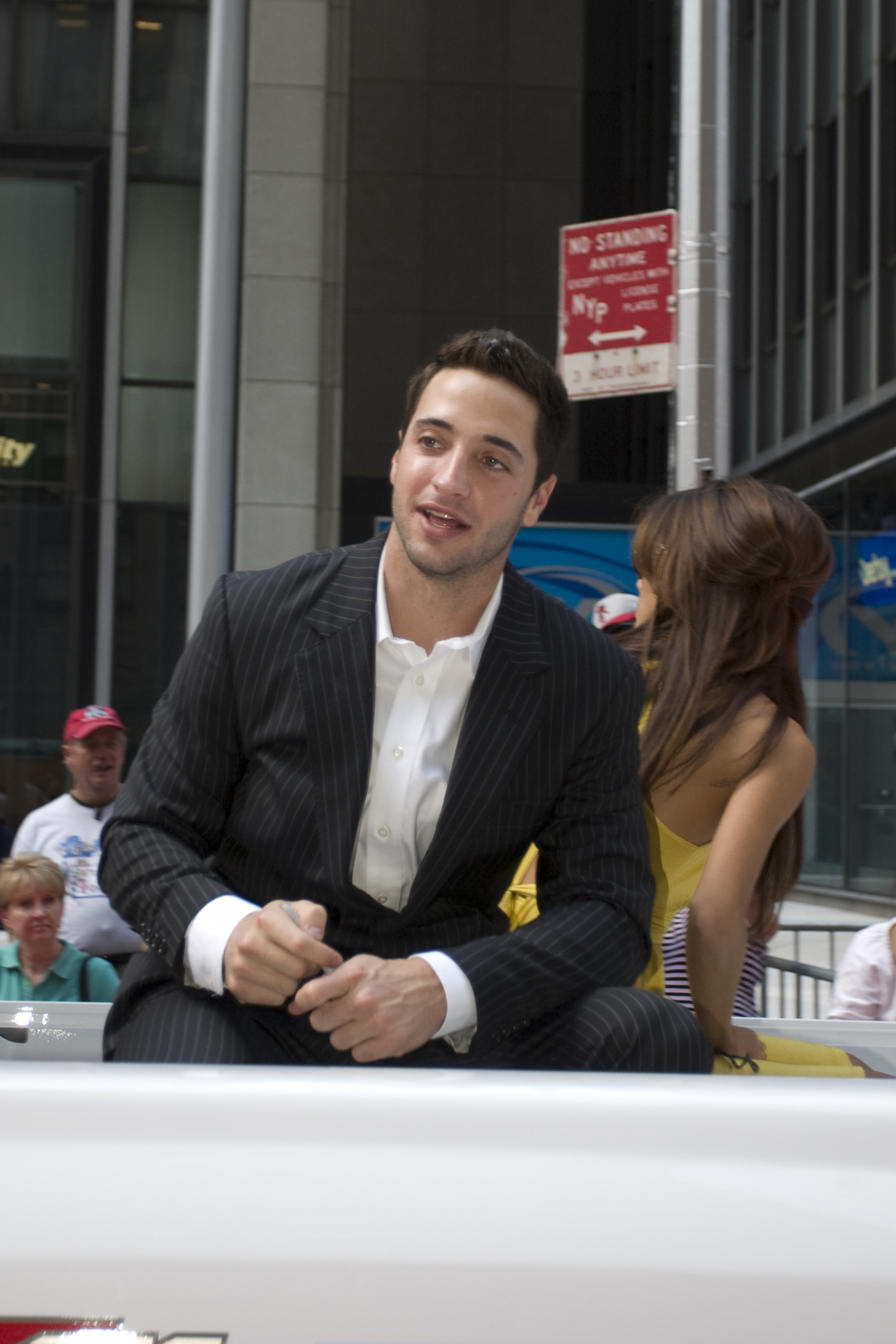
Ryan Braun en 2008.

Le 11 décembre 2011, le réseau américain ESPN annonce que Braun est suspecté de dopage après qu'un test de dépistage de drogue pratiqué en octobre ait révélé un taux anormalement élevé de testostérone. L'information n'est pas annoncée ou confirmée par le baseball majeur puisque le joueur des Brewers conteste les conclusions du test qui devaient rester secrètes pour protéger la réputation du joueur jusqu'à ce que la ligue en arrive à une décision. Braun risque une suspension de 50 parties au début de la saison 2012. L'appel de Braun est entendu le 19 janvier par un panel composé d'un représentant des Ligues majeures, un représentant de l'Association des joueurs et un arbitre indépendant. Braun est le 13e joueur à utiliser cette procédure d'appel pour contester le résultat d'un test de dépistage de drogue, et aucun des 12 individus à avoir été entendus avant lui n'a obtenu gain de cause. Le 23 février, Braun crée un précédent lorsque l'arbitre indépendant tranche et lui donne raison dans un vote de 2-1 en sa faveur. La vedette des Brewers obtient gain de cause et évite une suspension. La ligue se dit déçue par le verdict. Brisant un long silence, Braun réagit le lendemain et du stade Maryvale de Phoenix où s'entraînent les Brewers en prévision du début de saison, il s'adresse aux médias. Il clame de nouveau son innocence et jure qu'il n'a jamais pris, intentionnellement ou à son insu, la substance pour laquelle il a été testé positif. Il décrit le test acheminé aux laboratoires « fatalement vicié » puisqu'il a été acheminé dans un délai beaucoup trop long après avoir été recueilli le 1er octobre. La Ligue majeure contredit cette dernière affirmation de Braun. Elle affirme de plus que la fuite qui a permis aux médias d'ébruiter l'affaire ne provient pas du bureau du commissaire. Quelques jours plus tard, l'employé de Comprehensive Drug Testing chargé de l'échantillon d'urine contesté affirme avoir respecté à la lettre le protocole.
On a depuis appris que Ryan Braun aurait tenté d'accuser l'employé, Dino Laurenzi Jr., d'« antisémitisme » dans le but de discréditer ce dernier,.

### Saison 2012
Braun mène la Ligue nationale en 2012 pour les points marqués (108), les coups de circuit (41) et le total de buts (356). Il est troisième de la Nationale pour la moyenne au bâton de (,319); quatrième pour la moyenne de présence sur les buts (,391) et second après Giancarlo Stanton de Miami pour la moyenne de puissance (,595). Ses 191 coups sûrs le placent second, avec trois de moins qu'Andrew McCutchen de Pittsburgh. Il est second pour les points produits avec 112, trois de moins que Chase Headley du San Diego, et il réussit 30 vols de buts pour entrer dans le club 30-30 pour une deuxième année de suite.
Il est invité au match des étoiles 2012, une cinquième sélection en cinq ans. Il n'est pas voté sur l'équipe de départ de la Ligue nationale mais amorce tout de même la partie comme remplaçant de Matt Kemp, blessé. À la fin de la saison, il remporte son cinquième Bâton d'argent en cinq ans. Encore une fois l'un des meilleurs candidats au titre de joueur de l'année, il prend cette fois le second rang du vote, battu par Buster Posey des Giants de San Francisco.

### Saison 2013
Braun s'absente pour des douleurs au cou et l'inflammation d'un nerf dans la main droite en première moitié de saison 2013. Il joue 61 parties pour Milwaukee, frappe 9 circuits et produit 38 points avec une moyenne au bâton de ,298.

#### Suspension pour dopage
Associé depuis le début 2013 à l'affaire Biogenesis, Braun est le 22 juillet suspendu pour le reste de la saison pour dopage. La suspension, sans salaire, comprend les 65 parties qu'il reste aux Brewers en 2013 ainsi que les séries éliminatoires si l'équipe y participe.

### Saison 2015
Braun est invité en 2015 à son 6e match d'étoiles.
Avec son 252e circuit, réussi le 19 août 2015 contre Miami, Ryan Braun bat le record de franchise établi par Robin Yount de 1974 à 1993.